# Pterolophia postbalteata
Pterolophia postbalteata är en skalbaggsart som beskrevs av Stefan von Breuning 1943. Pterolophia postbalteata ingår i släktet Pterolophia och familjen långhorningar.
Artens utbredningsområde är Laos. Inga underarter finns listade i Catalogue of Life.